# Josep Aznar
Josep Aznar (10 de septiembre de 1957 - 9 de mayo de 2017) fue un fotógrafo español, especializado en teatro y danza. Fue uno de los primeros profesionales en Cataluña en este sector, al que se dedicaba desde 1977.

## Biografía
Se formó como ingeniero técnico industrial y se inició en el mundo de la fotografía en 1977, que convertiría posteriormente en su profesión en 1986. Trabajó para muchas compañías de danza (el Ballet de Zúrich, el Ballet Nacional de España, la Compañía de Antonio Gades, el Víctor Ullate Ballet o Metros de Ramón Oller) y fue el fotógrafo oficial del Festival de Peralada, del Festival Barcelona Grec, del Espai de Danza y Música de la Generalitat de Cataluña y de la temporada de Danza del Centre Cultural Caixa Terrassa.

Foto tomada por Aznar al Ballet de la ópera de Perm en el Centre Cultural Caixa Terrassa interpretando "Serenade".

En 2009 ganó el Premio Dansacat del APdC, en la categoría de Reconocimiento Profesional. En 2019 el Museo de las Artes Escénicas del Instituto del Teatro (MAE) adquirió su archivo fotográfico, que cubría sus 40 años dedicado a la profesión, y que en febrero de 2020 fue expuesto en una retrospectiva en el Instituto del Teatro, llamado "Josep Aznar. Un espectador privilegiat. 40 anys de dansa".